# Wyczerpy Górne
Wyczerpy Górne – osiedle w Częstochowie wchodzące w skład dzielnicy Wyczerpy-Aniołów. Do 1977 roku samodzielna miejscowość.
Wyczerpy Górne stanowią wschodnią cześć Wyczerp, położone są przy granicy miasta. Przez osiedle przebiega droga krajowa nr 91 oraz droga wojewódzka nr 786.

## Historia
Wieś Wyczerpy została założona w 1356 roku. Z czasem wyodrębnił się podział na Wyczerpy Górne i Wyczerpy Dolne. Od co najmniej 1867 roku Wyczerpy Górne należały do gminy Rędziny. W 1894 roku wieś liczyła 38 domów i 186 mieszkańców.
W latach 1954–1961 w miejscowości znajdowała się siedziba gromady Wyczerpy Górne. W 1977 roku Wyczerpy Górne zostały przyłączone do Częstochowy.